# Coffee Talk
Coffee Talk — видеоигра в жанре визуального романа, разработанная индонезийской независимой студией Toge Productions и вышедшая 29 января 2020 года для Windows, macOS, Nintendo Switch, PlayStation 4 и Xbox One. В Японии игра для Nintendo Switch вышла днём позже, 30 января 2020 года.
По сюжету игрок играет за бариста, который управляет вечерним кафе в фэнтези-версии Сиэтла, выслушивает истории посетителей и готовит для них напитки. Эстетика Coffee Talk вдохновлена аниме 90-х, пиксельной графикой и жанром музыки лоу-фай чиллхоп.
20 апреля 2023 года вышло продолжение игры — Coffee Talk Episode 2: Hibiscus & Butterfly.

## Сюжет
Главный герой — владелец и единственный бариста кафе Coffee Talk, которое находится в Сиэтле, штат Вашингтон. Действие происходит в фэнтези-версии реального мира, населённой эльфами, орками, русалками и другими вымышленными расами.
Различные представители этих рас становятся завсегдатаями этой кофейни. Сюжет игры разворачивается на протяжении двух недель, и каждый день разные персонажи заходят в кафе и обсуждают свои проблемы и события с бариста и другими посетителями. Среди сюжетообразующих персонажей — журналистка выдуманной газеты The Evening Whispers («Вечерние сплетни») Фрея, которая пробует себя в написании фантастического романа; бывшая участница девичьей музыкальной группы Рэйчел, мечтающая о сольной карьере; пришелец Нил, прибывший на Землю с миссией размножения через скрещивание с её обитателями; молодая пара — девушка из рода суккубов Луа и эльф Бейлис, чьи родители против их отношений из-за расовых противоречий; и другие.

## Игровой процесс
Coffee Talk — визуальный роман, и, как следствие, его геймплей состоит в основном из чтения диалогов. Беседа периодически прерывается мини-игрой, в которой кто-то из посетителей просит баристу приготовить различные напитки из ингредиентов, доступных в кафе. Для некоторых напитков можно создавать латте-арт. При этом рецепты, выбранные бариста, могут влиять на развитие событий — таким образом, эта мини-игра служит основным средством взаимодействия с игрой. Персонаж игрока может в любой момент сверяться с профилями посетителей кофейни, подсматривать в список известных рецептов, читать короткие заметки, опубликованные в вымышленной газете, и менять музыку.

## Разработка
Coffee Talk была разработана студией Toge Productions. По словам Лашели Двитри, отвечающей за связи с общественностью в студии, целью разработки игры было создание атмосферы уюта и комфорта, напоминающей посиделки в кафе за чашкой кофе. 
Наибольшее влияние на Coffee Talk оказало японское телешоу Midnight Diner. Его сюжет сосредоточен вокруг шеф-повара ресторана, который открывается только в полночь, и его участия в жизни посетителей.
Чтобы создать «чувство причастности» у игроков со всего мира, в игре представлены различные реальные напитки, такие как масала-чай из Индии, тех-тарик из Малайзии и шай адени из Йемена. Одной из причин появления в Coffee Talk персонажей-фантастических существ стало стремление отразить реальные жизненные ситуации. Несмотря на фантастический антураж, студия старалась сделать конфликты в игре максимально реалистичными.

## Критика
В целом Coffee Talk получила положительную оценку от игровых критиков. На сайте Metacritic ПК-версия игры получила 75/100, версия для PlayStation 4 — 70/100, а версия для Nintendo Switch — 76/100.
В своей статье для Game Informer Кимберли Уоллес тепло отзывается о Coffee Talk, описывая игру как «интересный опыт», но добавляя, что некоторые линии можно было бы углубить. Она также высоко оценила проработку персонажей в игре.
Крис Мойс из Destructoid дал Coffee Talk неоднозначную оценку, заявив, что игра «сильно напоминает сборную солянку»: отсутствие чёткого фокуса отмечено как недостаток. Он также заметил, что «случайные философствования в игре бывает трудно проглотить, [но] великолепная визуальная эстетика, забавные сайд-квесты и подъёмная стоимость убеждают, что некоторым читателям Coffee Talk все равно прекрасно зайдёт».
В своём обзоре версии Coffee Talk для Nintendo Switch журналист Дом Рисей-Линкольн положительно отозвался об игре: он посетовал на затянутость сюжета, но в целом назвал геймплей расслабляющим и умиротворяющим.